# کسرن
کسرن (به هلندی: Kesteren) یک منطقهٔ مسکونی در هلند است که در نیدر-بیتووه واقع شده‌است. کسرن ۶ هزار نفر جمعیت دارد.